# Timaru
Timaru är en stad i Nya Zeeland, belägen på Sydöns östra kust ung. halvvägs mellan Christchurch och Dunedin i södra änden av det stora slättområdet Canterbury Plains. Namnet "Timaru" kommer från maori Te Maru, vilket betyder "skyddad plats".

## Historia
På 1830-talet upprättades en valfångststation i området. Här bodde inte så många från början, men 1859 kom ett skepp med 120 immigranter från England och då inleddes en uppbyggnad i större skala. 1877 byggdes stadens konstgjorda hamn, vilken blivit en viktig utskeppningshamn för en mängd olika produkter. Idag är Timaru dessutom, landets näst största fiskehamn. Samma år, 1877, skapades badstranden Caroline Bay, av vit sand som skrapats undan för att skapa hamnen.

## Sevärdheter
- South Canterbury Museum - öppnades 1966 och täcker valfångsttiden, de tidiga bosättningarna och områdets naturhistoria, liksom stadens senare utveckling. Här finns också en rekonstruktion av det flygplan som uppfinnarbonden Richard Pearse använde. Han tros ha gjort världens första framgångsrika flygfärd - ett halvår före bröderna Wright i USA.
- Aigantighe - namnet betyder "hemma" på skotsk gaeliska och uttalas ung. som "egg-and-tie". Det öppnades 1956 som ett konstgalleri, med verk av både inhemska och engelska konstnärer. Det är Sydöns tredje största konstmuseum.
- Sacred Heart Basilica - denna katolska basilika ritades av arkitekten Francis William Petre och uppfördes åren 1910-1911. Den har två torn och en stor kupol. Interiört finns vackra takmålningar, stora vita pelare och glasmålningar i fönstren.
- Pleasant Point Railway - en liten museijärnväg som utgår från lilla samhället Pleasant Point (ca. 15 km från Timaru). Det är en två km lång, bevarad rest av gamla linjen mellan Timaru och Fairlie, som öppnades 1875 och stängdes 1968. Man kör med ånglok på skollov och helgdagar.